# Giovanni Nepomuceno Esterhazy de Galantha
Giovanni Nepomuceno Esterhazy de Galantha (Vienna, 18 ottobre 1754 – Vienna, 23 febbraio 1840) è stato un nobile ungherese.

## Biografia
Giovanni Nepomuceno Esterhazy de Galantha nacque a Vienna il 18 ottobre 1754, figlio di Daniele Esterhazy de Galantha, assessore reale e ciambellano imperiale, e di sua moglie, Barbara Gyulaffy. Alla morte prematura di entrambi i suoi genitori, suoi tutori vennero nominati il vescovo Antal Révay, il conte László Cziráky e Imre Eszterházy.
Cresciuto a Trnava, all'età di dieci anni iniziò i propri studi presso la scuola viennese dei gesuiti sotto la guida dello storico Ferenc Pálma. Terminò poi i propri studi al Collegium Theresianum di Vienna.
Il 30 gennaio 1782 divenne governatore della Bassa Austria e dal 1789 divenne consigliere del governatore della Transilvania. Il 6 aprile 1792 venne nominato capo delle contee di Hunyad e Zarand. Il 6 giugno 1795 venne nominato consigliere segreto dell'imperatore. Il 9 maggio 1813 venne posto a capo della contea di Veszprém, ma ebbe notevoli contrasti con l'aristocrazia locale che si opponeva al governo austriaco ed ai suoi funzionari in loco.
Alla sua morte venne sepolto a Oslip.

## Matrimonio e figli
Giovanni Nepomuceno sposò la contessa Ágnes Bánffy (1756 - 1831), dama dell'Ordine della Croce Stellata, che morì a Vienna a seguito di un'epidemia di colera scoppiata nella città. Tra i dodici figli della coppia nacque anche il futuro tenente colonnello Alajos Esterházy, l'eroico marito di Johanna Esterházy. Sua figlia Marianna sposerà invece Alessandro Ruspoli, IV principe di Cerveteri, nobile romano, il quale chiamerà il proprio primogenito col nome del suocero.

## Patrono delle arti
Giovanni Nepomuceno Esterhazy de Galanta è ricordato soprattutto per essere stato un collezionista e patrono delle arti della sua epoca. Sin da giovane si dedicò infatti alla numismatica, raccogliendo preziose monete ungheresi, tra cui un esemplare del rarissimo denaro giorgio di Giorgio I Rákóczi e le tre monete commemorative di Ferenc Rákóczi e Dániel Warou (1674 -?). Dopo la sua morte, la sua grandiosa collezione venne donata al museo di Cluj.
Appassionato di archeologia, pur non avendo compiuto mai direttamente degli scavi sul campo, vantò nella propria collezione delle ruote di bronzo romane che oggi si trovano al Museo Nazionale di Budapest. Nella sua vasta collezione figuravano anche numerosi diplomi storici, manoscritti e libri antichi ungheresi.
Nell'anno 1800 contribuì con una donazione di 4000 fiorini ungheresi alla fondazione dell'Accademia Ludovica.
Fu uno dei principali sostenitori del genio di Mozart a Vienna ed in Ungheria e come questi fu massone.